# Chinatown (Philadelphie)
Pour les articles homonymes, voir Chinatown.
Chinatown est le quartier asiatique de la ville de Philadelphie aux États-Unis. Il se trouve dans le centre-ville autour de Race Street, entre les 8e et la 11e rue. La communauté chinoise, estimée à 20 539 personnes en 2005[réf. nécessaire], soit la deuxième en nombre de la côte est, après celle de New York.